# 헬레니즘 종교

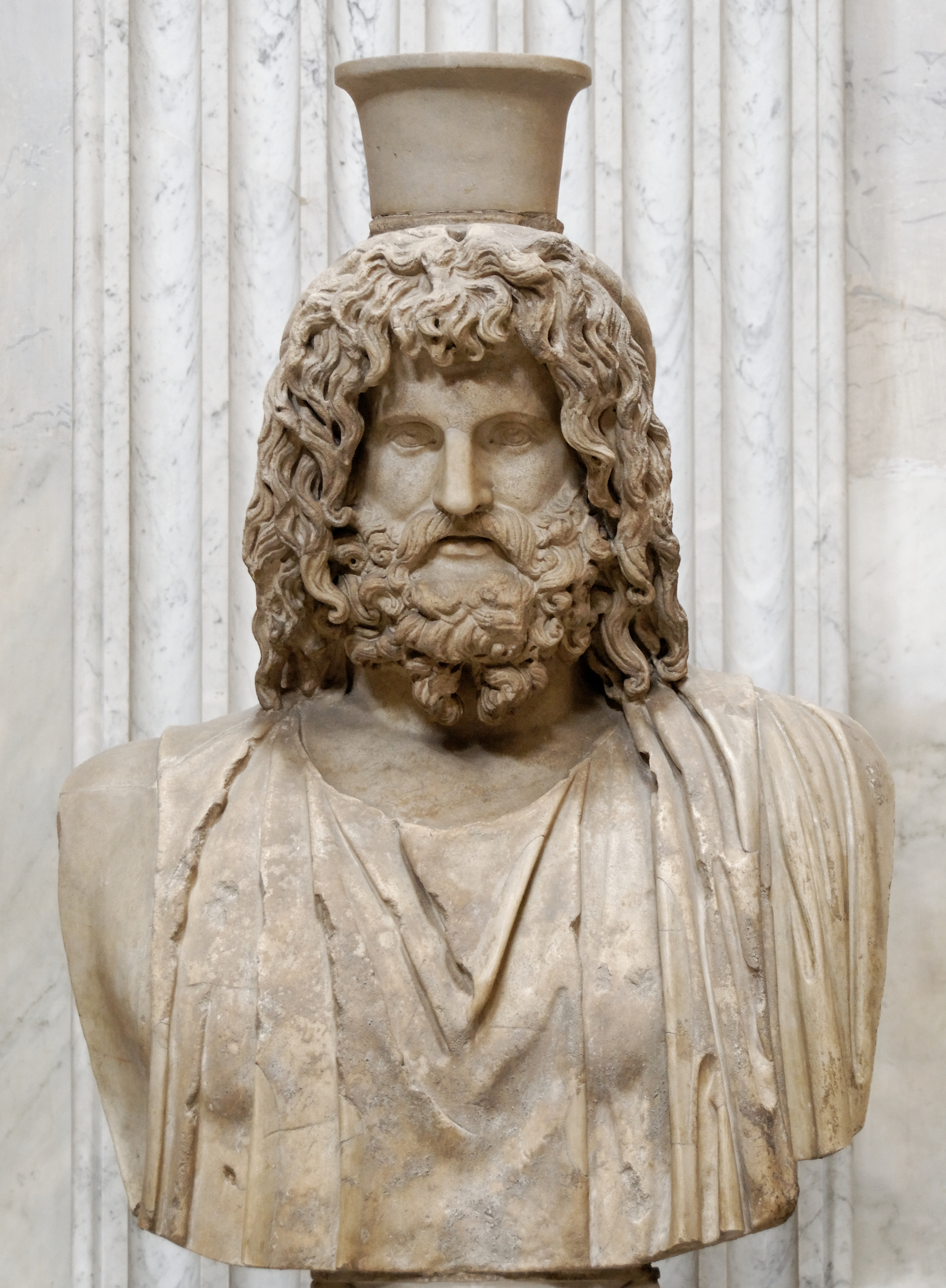
그리스주의 이집트에서 숭배된 그리스-이집트 신 세라피스

헬레니즘교(영어: Hellenistic religion)는 헬레니즘 시대와 로마 제국 동안 (기원전 300년부터 기원후 300년) 고대 그리스 문화의 영향을 받아 살았던 사람들의 믿음과 관행의 다양한 제도 중 하나이다. 그리수주의 종교에는 많은 연속성이 있었다: 그리스 신들이 계속 숭배되었고, 예전과 같은 의식을 실행했다.

## 같이 보기
- 기독교와 이교
- 그리스주의 다신교의 감소
- 초기 기독교
- 영지주의
- 밀의종교
- 그리스주의 유대교
- 그리스교

- 헤르메스주의
- 인테르프레타티오 그라에카
- 그리스-로마 세계 속 마법
- 신플라톤주의
- 고대 로마 속 종교